# Euderus brevicornis
Euderus brevicornis är en stekelart som beskrevs av Boucek 1963. Euderus brevicornis ingår i släktet Euderus och familjen finglanssteklar.
Artens utbredningsområde är:
- Bulgarien.
- Tjeckien.
- Slovakien.
- Grekland.
- Ungern.
- Island.
- Spanien.
- Turkiet.
- Moldavien.
- Kroatien.

Inga underarter finns listade i Catalogue of Life.